# Казем-Бек, Лев Александрович
Лев Александрович Казем-Бек (1875—1952) — русский политический деятель.

## Биография
Отец — Александр Александрович Казем-Бек (1844—1894), выпускник Императорского училища правоведения, был гофмейстером Высочайшего Двора, затем камергером, товарищем (заместителем) прокурора Казанской судебной Палаты, председателем Воронежского Окружного суда, вице-директором Департамента Министерства юстиции, управляющим канцелярией Министерства.
Мать — Мария Львовна, урожд. Толстая (1855—1918), педагог, начальница Института благородных девиц в Казани, Елизаветинского института благородных девиц в Санкт-Петербурге, автор дневников, записи которых отражают эпоху конца XIX — начала ХХ веков.
Дед Льва Александровича — ученый-востоковед, просветитель Александр Касимович Казем-Бек (Мирза Казем-Бек).
Сестра его отца — Ольга Александровна Казем-Бек (1843—1918, Казань) была замужем за Николаем Евгеньевичем Баратынским, сыном поэта Е.А. Баратынского.
Л.А. Казем-Бек окончил (1896) Пажеский корпус. Его одноклассник и друг по Пажескому корпусу — А.А. Игнатьев. После окончания Пажеского корпуса служил в Уланском гвардейском кавалерийском полку. Увлекался живописью: «его многочисленные живописные работы (портреты, натюрморты, пейзажи) оценивались знатоками как вполне профессиональные». 
С 1907 года — директор Государственного Кредитного банка в Калуге (с 1907) и Крестьянского банка в Ревеле (с 1910). С началом Первой мировой войны вернулся на военную службу — добровольцем в лейб-гвардии Уланский полк. Его жена переехала в Царское Село, где был развернут лазарет полка, и стала там сестрой милосердия. В 1919—1920 годах — сестра милосердия в Сочинской здравнице Красного Креста.
Участник Гражданской войны в Вооруженных силах Юга России. Эвакуировался в 1920 году в Салоники (Греция), затем в Югославию.
В начале 1920-х годов жил в Венгрии в городе Печ, был председателем Монархического объединения в Венгрии. С 1923 года жил во Франции. В 1941 году был интернирован немцами, находился в заключении в лагере Компьень.
В 1947 году вместе с семьей дочери вернулся в СССР. Был осужден за антисоветскую деятельность, сослан в Казахстан, где в 1952 году умер от голода.

## Семья
Сестра — Прасковья Александровна Казем-Бек (1873—1943, Казань), фрейлина. Окончила Смольный институт благородных девиц.  В период Русско-японской войны 1904-1905 годов и во время Первой мировой войны — сестра милосердия в госпитале. После 1917 года — в Белой армии.
Жена (с 1898) — Надежда Геннадьевна, урожд. Шпигельберг (1881, Александрия—1943, Париж). 
Дети и внуки: 
- Александр Львович Казем-Бек
- Елизавета Львовна Казем-Бек (ум. в юности)
- Мария Львовна Казем-Бек (1910, Калуга—1988, Тбилиси), в первом браке замужем за Андреем Александровичем Некрасовым (1899–1986, Париж), внучатым племянником Н.А.Некрасова[4], во втором — за князем Михаилом Николаевичем Чавчавадзе (1898–1965). После Второй мировой войны семья вернулась в СССР.  М.Н.Чавчавадзе был арестован и приговорен к 25 годам ИТЛ, а Мария Львовна выслана с детьми в Казахстан[5].
  - Внуки: Александр Андреевич Некрасов (1930–1983), журналист, переводчик[6]; Ольга Андреевна Некрасова-Чавчавадзе (1933–2023; в монашестве — Магдалина[7]); Зураб Михайлович Чавчавадзе (род. 1943)[8][9]; Михаил Михайлович Чавчавадзе (род. 1945), режиссер, актер.